# 吉田翔 (ボウリング)
吉田 翔（よしだ しょう、1993年9月19日 - ）は、兵庫県出身の日本のプロボウラー。
日本プロボウリング協会 (JPBA) の57期生で、900グループ タイヨーパークレーン（運営：株式会社ナインハンドレッドコーポレーション）所属のプロボウラーとして活動。ライセンスNo.1407。師匠は大山由里香と西村了。